# دراپ (ایرانشهر)
دراپ (دلگان)، روستایی از توابع بخش جلگه چاه هاشم شهرستان دلگان در استان سیستان و بلوچستان ایران است.

## جمعیت
این روستا در دهستان جلگه چاه هاشم قرار دارد و براساس سرشماری مرکز آمار ایران در سال ۱۳۸۵، جمعیت آن ۱۳۰ نفر (۲۸خانوار) بوده‌است.